# قريه المسجد (الشغادرة)

تعديل مصدري - تعديل

قريه المسجد هي إحدى قرى عزلة عداعد بمديرية الشغادرة التابعة لمحافظة حجة، بلغ تعداد سكانها 119 نسمة حسب تعداد اليمن لعام 2004.